# 더 정글

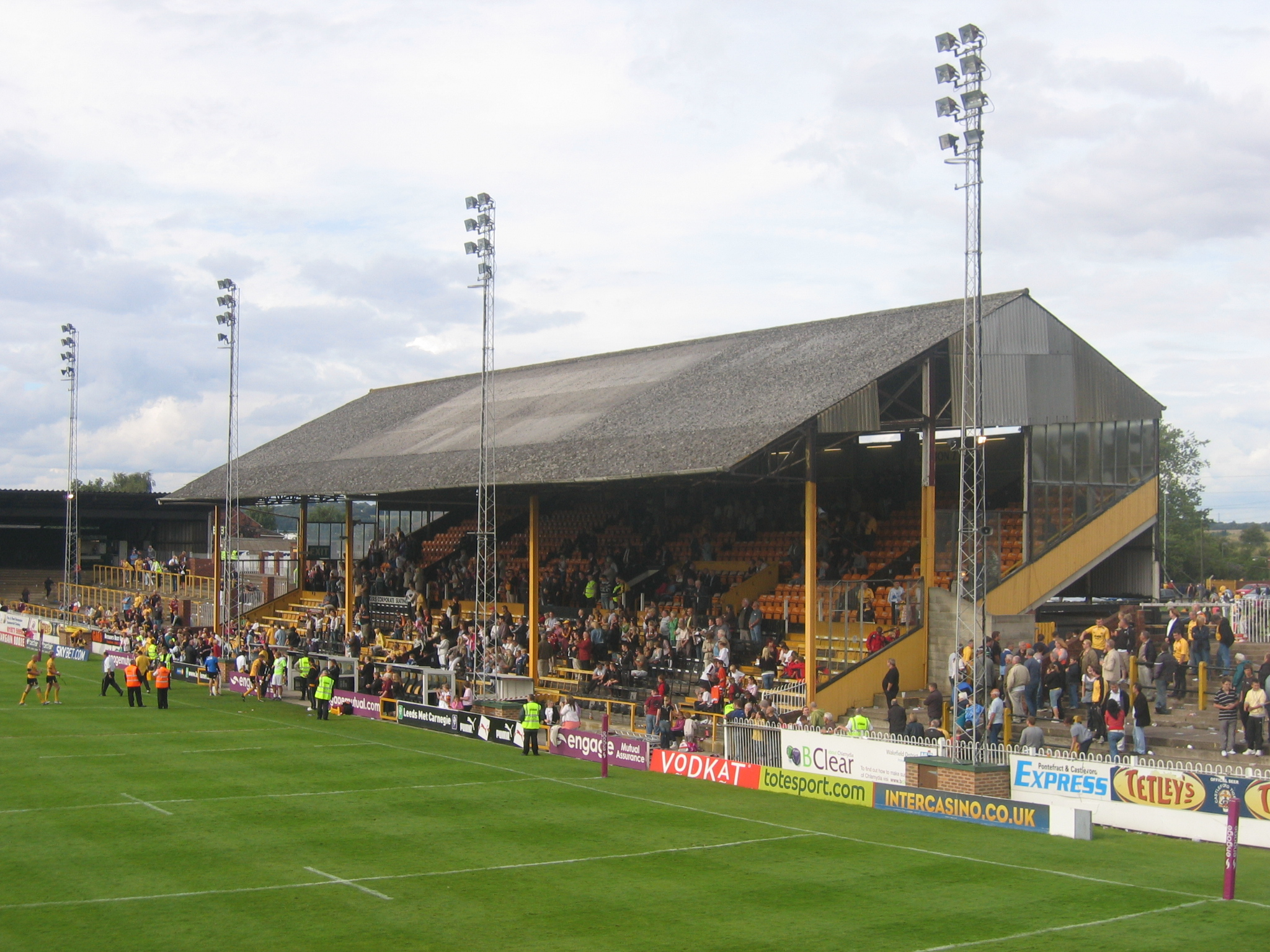

더 정글(The Jungle) 또는 웰던 로드는 잉글랜드 웨스트요크셔주 캐슬포드의 럭비 경기장이다. 11750명을 수용하며 1927년부터 럭비 리그 캐슬포드 타이거스(수퍼 리그)의 홈구장이다.